# Johan Helmich Roman
Johan Helmich Roman (uitspraakⓘ) (Stockholm, 26 oktober 1694 – nabij Rockneby, 20 november 1758) was een Zweeds componist, musicus en dirigent van de Zweedse hofkapel (kapelmeester). Roman geldt als de eerste bekende Zweedse componist en componeerde niet alleen veel maar ook kwalitatief hoogwaardige stukken. Hij legde de basis voor het achttiende-eeuwse Zweedse muziekleven. Roman wordt daarom vaak de "vader van de Zweedse muziek" genoemd.

## Carrière

### Vroege jaren
Roman kreeg vioollessen van zijn vader, de hofviolist Johan Roman, en speelde al op zevenjarige leeftijd verschillende stukken van diverse componisten aan het Zweedse hof. Hij had op jonge leeftijd enkele ongelukjes die hem op latere leeftijd problemen zouden geven. Zo kreeg hij toen hij vijf jaar oud was een stuk glas in zijn oor, dat er pas twee jaar later uit kwam. Ook viel er een klaptafel tegen zijn rechteroor. Roman zegt in zijn autobiografie, die niet bewaard is gebleven, maar die wel in een biografie is geciteerd, dat zijn latere gehoorproblemen daarop zijn terug te voeren.

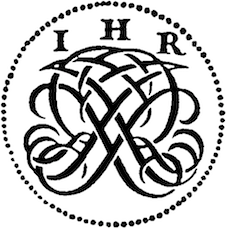
Zegel van Johan Helmich Roman

In 1705 werd zijn vader ziek en kon hij zijn functie als violist niet meer uitoefenen. Hij stierf in 1720. Op 19 april 1706 musiceerde Johan Helmich Roman samen met de Zweedse koninklijke hofkapel op de zesde verjaardag van de hertog Karel Frederik van Holstein-Gottorp. Dit Fête Royale zou lange tijd een van de laatste grootse hoffeesten worden vanwege de Grote Noordse Oorlog. Johan Helmich ging naar de Tyska skolan (Duitse school), toen een van de meest prestigieuze scholen in Stockholm. Daar kreeg hij les in het Duits, waardoor hij de taal en de Duitse cultuur leerde kennen, en daarnaast kreeg hij lessen Frans en Latijn.
Op zeventienjarige leeftijd, op 1 januari 1711, werd hij formeel lid van de hofkapel. Voordat hij officieel lid werd van de hofkapel was hij waarschijnlijk al oavlönad exspektant, een onbetaald persoon die recht heeft op een functie als die vrijkomt. Een deel van de hofkapel, inclusief Roman, was toen al samen met het koningshuis naar Sala geëvacueerd vanwege een uitbraak van de builenpest. Hij zou pas in april 1711 terugreizen naar Stockholm. Zijn moeder Catharina, die in Stockholm was achtergebleven, bezweek aan de builenpest. Hij musiceerde in de hofkapel onder anderen met de hoboïst Johann Jacob Bach, de oudere broer van Johann Sebastian. Roman speelde zelf hobo als tweede instrument en was volgens verschillende getuigenissen ook kundig op dat instrument. 
De Zweedse koning, Karel XII, was in 1709 naar Bender (toen het Ottomaanse Rijk) gevlucht om asiel aan te vragen vanwege zijn nederlaag in de Slag bij Poltava. In Bender haalde hij de sultan over om de oorlog te verklaren aan Rusland. In de zomer van 1712 ontving Roman een brief vanuit Bender: 

(...) Såsom Wij i nåder hafwe bewilliat att (...) musicanten Johan Roman den yngre på någre åhr få resa til at perfectionera sig i Musiquen, williandes iämwäl til någon understöd på resan, låta honom åthniuta hela löhnen; (...)

Wed Bender d.19. Martij 1712

Carolus.

(...) Daar wij genadig hebben toegestaan dat (...) de musicus Johan Roman de jongere voor een paar jaar mag reizen om zich in de muziek te vervolmaken, en hij ook enige ondersteuning op de reis wenst, laat hem dan het volle salaris genieten; (...)
Bij Bender, 19 maart 1712
Carolus (Karel)

— Karel XII, in Bender

Hij kreeg toestemming om een reis te maken en daar te studeren met behoud van zijn salaris. Roman koos Londen als bestemming, maar door de slechte economische staat van het hele land vanwege de Grote Noordse Oorlog was het echter pas mogelijk aan het einde van de winter van 1716 af te reizen. Gedurende de vier jaar dat hij in Zweden bleef wachten kreeg hij slechts vier kwartaallonen uitbetaald, elk jaar een. Het is onduidelijk hoe Roman de reis kon financieren. Volgens de biografie van Abraham Magni Sahlstedt kreeg hij het geld van de prinses Ulrike Eleonora van Zweden.

### Londen
Roman had Londen vooral gekozen als bestemming omdat Georg Friedrich Händel daar werkzaam was. Eenmaal aangekomen werd hij rond april 1716 lid van het operaorkest van het King's Theatre (het tegenwoordige His Majesty's Theatre) als violist. Dit stond onder leiding van Händel, die een grote invloed op hem zou hebben. Roman studeerde gedurende de zes jaar dat hij hier verbleef basso continuo en compositie bij de Engelse componist Johann Christoph Pepusch en de Italiaanse componist Attilio Ariosti. Verder leerde hij vele talentvolle componisten kennen die ook uitvoerend musicus waren, onder wie de cellist Giovanni Battista Bononcini en de violisten Pietro Castrucci, Francesco Geminiani en Francesco Maria Veracini. Roman, die met Geminiani bleef corresponderen, ontmoette ook de Zuid-Nederlandse fluitist Jean-Baptiste Loeillet van Gent, de Engelse organist William Croft en diens landgenoot William Babell, auteur van talrijke transcripties van vocale muziek voor klavecimbel.

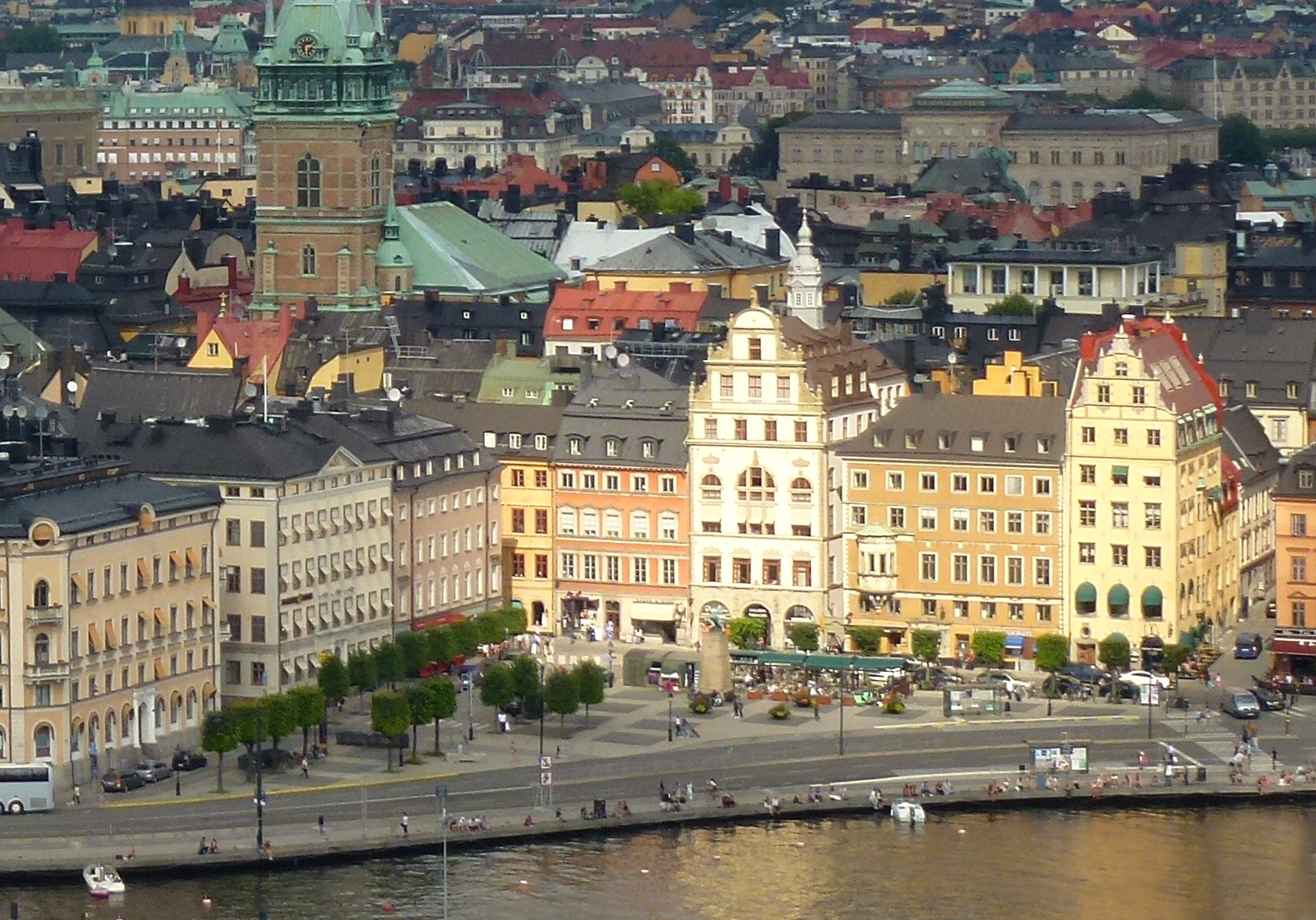
Kornhamnstorg

Toen het operaorkest na het einde van de lente van 1717, na het muziekseizoen, zijn activiteiten tijdelijk moest staken, kwam Roman waarschijnlijk in dienst van het "Chapel Royal" van de hertog van Newcastle, de muziekminnende Thomas Pelham-Holles. In februari 1719 werd de Royal Academy of Musick opgericht; een gezelschap van 34 internationaal gerenommeerde musici onder wie Roman als violist met als doel om de muziekminnende aristocraten van Londen te voorzien van muziek, voornamelijk opera's. Pelham-Holles werd de praeses van dit gezelschap en Händel werd de dirigent. Het gezelschap begon ook weer te spelen bij het King's Theatre. Op 16 januari 1720 stuurde hij een brief naar de Zweedse kapelmeester Anders von Düben waarin hij een voorwaarde stelde om naar Zweden terug te keren; hij moest zijn oude baan terugkrijgen. Voordat de brief aankwam overleed Johan Helmichs vader. Johan Helmich speelde bij The Royal Academy tot mei 1721, toen het muziekseizoen was afgelopen. Verder is over zijn tijd in Engeland weinig bekend.

### Terugkeer
Roman keerde nadat hij het gezelschap had verlaten en de voorwaarde was geaccepteerd in 1721 terug naar Zweden. Na zijn aankomst werd Roman op 18 december 1721 benoemd tot plaatsvervangend hofkapeldirigent, onder meer omdat zijn voorganger Gottfried Bucholtz te ziek was om zijn functie te blijven uitoefenen. Roman ging wonen in een klein huis in de buurt van het Kornhamnstorg, waar hij ook zijn Ma tu sorda à miei sospiri voor sopraan, twee violen en basso continuo componeerde, waarin invloeden van Bononcini en Händel zijn te horen.
Op 15 april 1725 dirigeerde hij een uitvoering van zijn feestelijke cantate Festa musicale op de verjaardag van koning Frederik I. Roman kreeg na de uitvoering van die cantate ook de opdracht om een cantate voor de verjaardag van koningin Ulrike Eleonora op 23 januari 1726 te componeren. De cantate kreeg de titel Freudige Bewillkommung. In de herfst van 1726 waren zijn XII Sonate a flauto traverso, violone e cembalo klaar; zijn twaalf sonaten voor traverso, viool en klavecimbel. De sonaten werden opgedragen aan Ulrike Eleonora en zijn het enige werk dat gedrukt zou worden tijdens zijn leven. Nadat de vorige hofkapelmeester was gestopt werd Roman op de verjaardag van koningin Ulrike Eleonora, 23 januari 1727, een jaar na de uitvoering van Freudige Bewillkommung, benoemd tot hofkapelmeester. Frederik was degene die de brief had ondertekend, maar het besluit was hoogstwaarschijnlijk aangemoedigd door koningin Ulrike Eleonora.

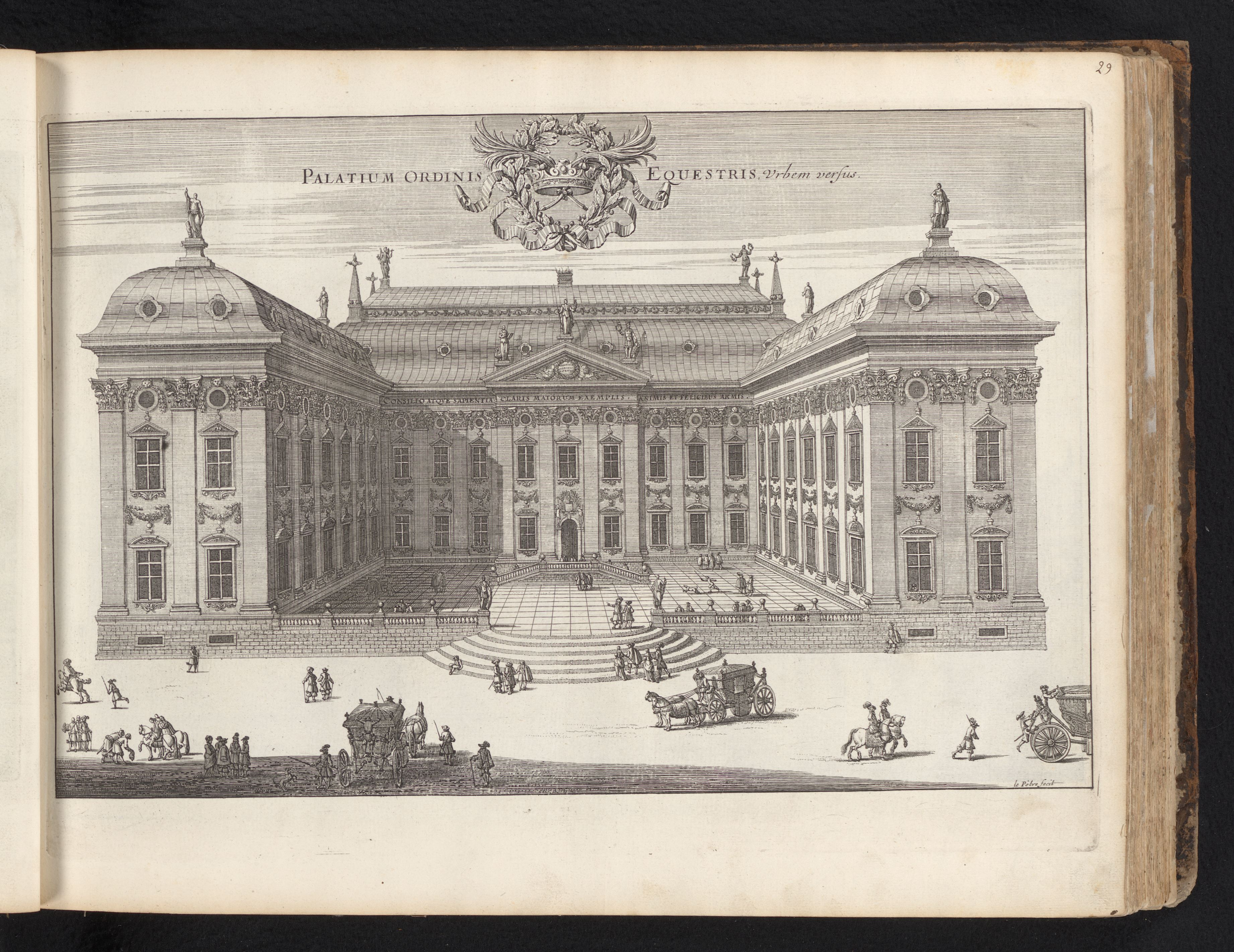
Riddarhuset rond het eind van de zeventiende eeuw

Tot dan toe was hij alleen componist en dirigent aan het hof. In 1731 veranderde dat en dirigeerde hij de hofkapel tijdens een openbaar concert, het eerste ooit in Zweden. Concerten voor het 'gewone volk' werden vooral in Engeland gegeven en slechts zelden in de rest van Europa. Roman was waarschijnlijk ook geïnspireerd door de Concerts spirituels in Parijs. Het eerste concert was op 4 april 1731, Judica, opgevoerd in de Riddarhussalen in Riddarhuset in Stockholm met een door Roman bewerkte versie van de Brockes Passion van Händel op het programma. Het tweede concert werd op palmzondag (11 april) gegeven. In de daaropvolgende jaren werden andere werken van Händel uitgevoerd, zoals het oratorium Esther en de vier Coronation Anthems op 20 oktober 1733. De hofkapel kreeg steeds minder werk aan het hof, omdat koning Frederik de uit Kassel naar Zweden gekomen rivaliserende kapel bevoordeelde. Roman begon ook meer te merken van zijn slechthorendheid die hij in zijn jeugd had opgelopen en begon plannen te maken om te gaan reizen.

### Tweede reis
Het musiceren werd bemoeilijkt door zijn toenemende doofheid, waardoor hij besloot rond het eind van augustus 1735 aan zijn tweede reis naar het buitenland te beginnen. Terwijl hij afwezig was werd de violist Gustaf Witte de leider van de hofkapel. Hij reisde eerst naar Engeland, waar hij ten minste een halfjaar en maximaal tot het einde van het concertseizoen in mei 1736 verbleef. In zijn autobiografie zegt hij dat hij met verschillende componisten die hij ook al in zijn eerste reis had ontmoet weer contacten aanknoopte, zoals Geminiani en Händel. Ook raakte Roman bevriend met de componist Maurice Greene en ontmoette hij de blinde componist en organist John Stanley. De Royal Academy of Musick was inmiddels, al in 1728, gestopt.

Claes Ekeblad

In 1736 verliet hij Londen om via Parijs naar Italië te reizen. Na eerst Rome te hebben aangedaan bereikte hij aan het einde van de zomer Napels. Daar verbleef hij enige tijd om er te componeren en om het nabij gelegen eiland Ischia te bezoeken. Hij hoopte vurig dat het baden in het water van de lokale warmwaterbronnen op het eiland een heilzame uitwerking zou hebben op zijn doofheid. In september 1736 werd Roman naar Zweden teruggeroepen. Het bericht bereikte hem niet omdat hij al vertrokken was naar Napels en Ischia. Pas in januari 1737 begon hij aan de terugreis vanuit Rome. Daar, in Rome, ontmoette hij ook de componist Antonio Montanari. Via Bologna vervolgde hij zijn reis naar Venetië, om daar twee weken te verblijven en een ontmoeting te hebben met Antonio Lotti. Aansluitend deed hij in Duitsland de steden Dresden en Berlijn aan en uiteindelijk bereikte hij Stralsund. Vandaaruit maakte hij per boot de overtocht naar Zweden, waar hij in juni 1737 aankwam. Hij keerde er na twee jaar terug van een reis waarin hij veel nieuwe muzikale en linguïstische kennis had opgedaan en bladmuziek had gekocht van diverse componisten om die door de hofkapel te laten uitvoeren. Sahlstedt schrijft in zijn biografie dat "onze Roman als groot musicus afreisde en nog groter thuiskwam".
Toen hij eenmaal terug was wachtte hem weinig bijzonders. Wijn en vrouwen gingen aan het hof voor kunst en muziek. Tijdens de herfst van 1739 werd hij voorgesteld als lid van de pas opgerichte Academie van Wetenschappen, waar hij aan het begin van 1740 officieel lid van werd. Op 18 augustus 1744 voerde hij voor het eerst zijn meest bekende werk uit tijdens de bruiloft van Adolf Frederik en Louisa Ulrika van Pruisen, de Drottningholmsmusiken, een uitgebreid muziekstuk met 24 delen.

### Laatste jaren
Roman nam in 1745 ontslag vanwege zijn doofheid, die de laatste jaren steeds erger werd. Na zijn ontslag trok hij zich vanuit Stockholm terug naar Lilla Haraldsmåla, "ödemarken", de wildernis, zoals hij het zelf noemde. Lilla Haraldsmåla ligt ten noorden van de stad Kalmar, in het zuidoosten van Zweden.

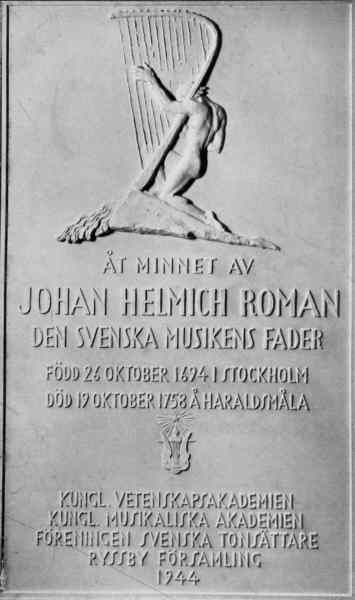
Romans gedenksteen bij Ryssby kyrka

Een paar jaar later, in 1747, leidde hij de uitvoering van Herren sade til min Herra bij de Academie van Wetenschappen. Het stuk was een bewerking van Leonardo Leo's Dixit. Na die uitvoering keerde hij terug naar ödemarken. Nog een aantal jaar later, in september 1751, werd Roman naar Stockholm geroepen om bij de begrafenis van Frederik I in de kerk van Riddarholmen te dirigeren. Twee maanden later, in de Storkyrkan op 26 november, dirigeerde hij bij de kroning van het nieuwe koningspaar Adolf Frederik en Louisa Ulrika het door hem gecomponeerde Prisa Jerusalem Herran. Deze grootse ceremonies zouden de laatste grote ondernemingen worden voor Roman. Hij bleef nog een paar maanden in Stockholm en leidde de uitvoering van zijn Then Svenska Mässan op 3 maart 1752, een werk dat mogelijk in opdracht van graaf Claes Ekeblad de jongere was gecomponeerd. De uitvoering vond plaats in het nu afgebroken Ekebladhuis in Stockholm.
In de zomer van 1752 was Roman terug op zijn landgoed. Tijdens zijn laatste jaren wijdde hij zich aan het vertalen van muziekwetenschappelijke werken en verhandelingen van onder anderen zijn leraar Johann Cristoph Pepusch, Francesco Gasparini en Gottfried Keller. Hij bleef ook componeren.
Roman overleed op 20 november 1758 aan de gevolgen van tongkanker op zijn landgoed Lilla Haraldsmåla in de socken Ryssby. Een half jaar later zou Händel overlijden. Roman is begraven op het kerkhof van de kerk van de socken Ryssby in Rockneby. 

## Muziek

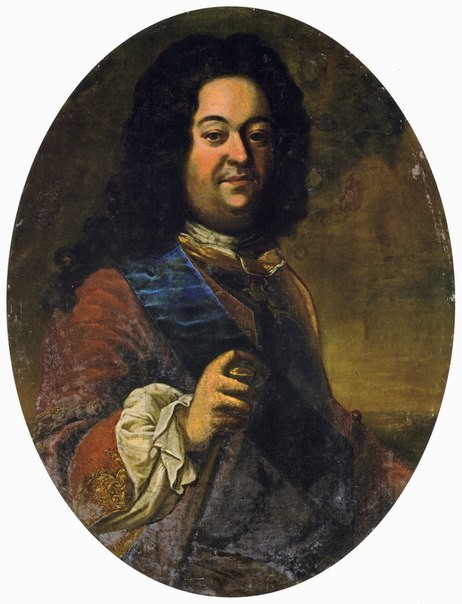
Nikolaj Fjodorovitsj Golovin

Roman was behalve dirigent en violist ook een vooraanstaande hoboïst. Hij voerde werken uit van vele componisten zoals Händel en Pergolesi. Roman was echter vooral belangrijk als componist. Zijn werken omvatten vrijwel alle takken van de toenmalige klassieke muziek, behalve de opera en oratoria.

### Drottningholmsmusiken
Een van Roman's bekendste composities is de Drottningholmsmusiken (BeRI 2, de originele titel was "Bilägers Musiquen"). Het stuk was op 18 augustus voor het eerst uitgevoerd en heeft 24 korte delen, variërend in lengte van ongeveer een tot zes minuten. Roman schreef deze muziek voor de bruiloft in augustus 1744 van kroonprins Adolf Frederik van Zweden en Louisa Ulrika van Pruisen, die plaatsvond in het slot Drottningholm (vandaar de tegenwoordige titel). De festiviteiten duurden vier dagen.
De stukken van de Drottningholmsmuziek konden blijkbaar ook anders gearrangeerd worden. De delen werden waarschijnlijk verdeeld in combinaties voor verschillende gelegenheden tijdens de bruiloft, zoals ceremonies en processies, maar bijvoorbeeld ook voor concerten en als tafelmusik (tafelmuziek, muziek voor bij het banket). Daarnaast had Roman ook nog acht extra delen geschreven voor deze gelegenheid die bekendstaan als de suite in D-majeur en als Lilla Drottningholmsmusiken (Kleine Drottningholmsmuziek).

### Golovinmusiken
Een ander bekend werk van Romans hand is de Golovinmusiken (BeRI 1), geschreven voor een feest van de in Zweden gevestigde Russische diplomaat Nikolaj Golovin (vandaar ook de naam). Hij was tevens de bevelhebber van de Russische vloot in de Oostzee tussen 1742 en 1743.

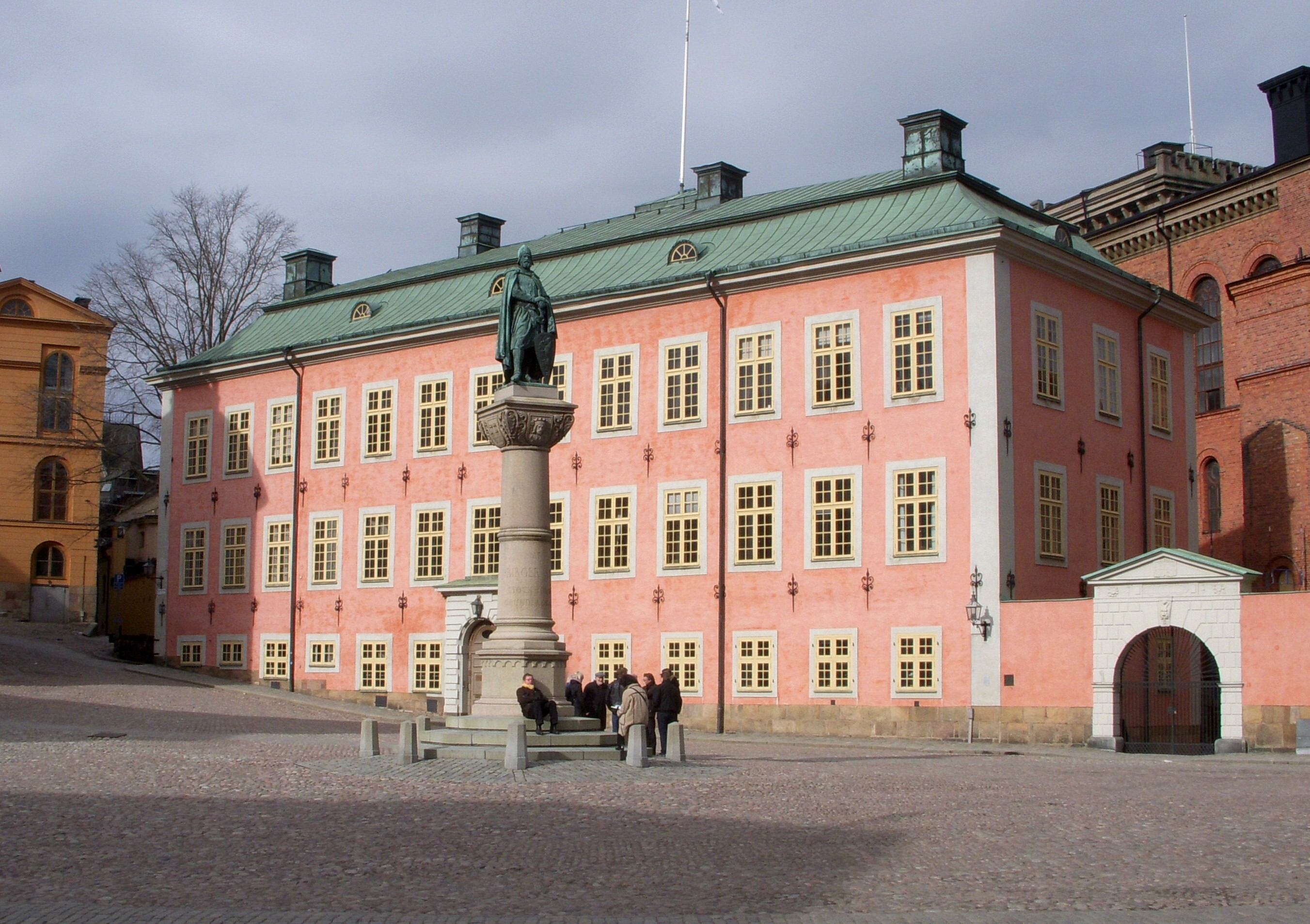
Stenbockska palatset

Het feest vond plaats in het Stenbockska palatset op Riddarholmen. Dit feest was ter gelegenheid van de kroning van de twaalfjarige tsaar Peter II in Sint-Petersburg in 1728. De oorspronkelijke titel is Musique satt till en Festin hos Ryska Ministren Gref Gollowin. Het werk bestaat uit 45 meestal korte delen.

### Svenska Mässan
Een van zijn bekendste vocale werken is (Then) Svenska Mässan (Nederlands: (De) Zweedse mis), HRV 404, een ongeveer 45 minuten durende mis voor orkest, bassolist, eventueel een tenorsolist, altsolist, sopraansolist en koor bestaande uit dertien delen. Deze mis werd voor het eerst in maart 1752 opgevoerd in het Ekebladska huset (Ekebladhuis) in Stockholm, het verblijf van graaf en lid van de rijksraad Claes Ekeblad.

### Overig
Daarnaast componeerde hij kamermuziek, zoals zijn twaalf sonaten voor traverso, viool en klavecimbel. (BeRI 201 tot BeRI 212). Een ander bekend stuk dat Roman schreef is de tiendelige suite in g-mineur "Sjukmans Musiquen". De suite duurt ongeveer dertig minuten. Ook zijn door Italië geïnspireerde driedelige en ongeveer tien minuten durende cantate Piante amiche (HRV 908) is bekend.

## Persoonlijk
Er zijn geen portretten bewaard gebleven van Roman, maar wel een beschrijving van zijn uiterlijk door Abraham Magni Sahlstedt in zijn biografie Äreminne öfver hofintendenten, kongl. capellmästaren, och Kongl. vetenskaps academiens ledamot, herr Johan Helmich Roman. Hij was "van gemiddelde lengte, stevig en vol gebouwd, had levendige ogen en een helder gezicht, dat de vroomheid en oprechtheid van zijn hart benadrukte".
Johan Helmich was de zoon van de voormalige koorknaap in de (hof)kapel van politicus Magnus Gabriel De la Gardie en hofmusicus Johan Roman en Catharina Margareta von Elswich. De vader van Johan Helmich had Finse wortels, voornamelijk uit de stad Rauma. De achternaam van Johan is tevens daarvan afgeleid. Toen een persoon uit het geslacht Roman naar Duitsland afreisde om te studeren nam hij de achternaam "Raumannus" aan. Dat werd verzweedst tot Rauman en daarna Roman. De moeder van Johan Helmich was de dochter van Helmich von Elswich. Hij behoorde tot een Duitse familie uit Lübeck en was in de eerste helft van de 17e eeuw naar Zweden gekomen. Johan Helmichs ouders trouwden op 14 december 1693.
Roman trouwde op 1 september 1730 op de boerderij Degerhof nabij Bottna met Eva Emerentia Björk (ook wel Biörck), een dochter van Carl Björk. Roman kreeg met haar drie kinderen, waarvan er twee zonen overleefden. De dochter Ewa overleed toen ze net een jaar oud was. Björk overleed op het kraambed in 1734.
Op 6 juli 1738 hertrouwde de inmiddels 44 jaar oude Roman met de zeventienjarige Maria Elisabeth Baumgart. Uit dit huwelijk werden vier kinderen geboren, waarvan er twee dochters en een zoon overleefden. Zij stierf op 23-jarige leeftijd in 1740 aan kraamvrouwenkoorts.

## Selectie van werken
De Zweedse hoogleraar muziekwetenschap Ingmar Bengtsson catalogiseerde zijn instrumentale werken met een BeRI-nummer. Zijn vocale werken zijn met een HRV-nummer gecatalogiseerd door Anna Lena Holm, musicoloog en destijds bibliothecaris bij de Statens musiksamlingar.

### Feestelijke muziek

#### Orkest
- Golovinmusiken, BeRI 1
- Drottningholmsmusiken, BeRI 2
- Lilla Drottningholmsmusiken, BeRI 2,5

#### Cantaten
- Cantaten voor hoffeesten en kroningen

### Overige muziek

#### Instrumentaal
- Sinfonia's
- Ouvertures
- Orkestsuites
- Concerti grossi
- Vioolconcerten
- Concert in D-majeur voor oboe d'amore, BeRI 53
- Triosonates
- Twaalf sonaten voor traverso, viool en klavecimbel (Stockholm 1727, opgedragen aan Ulrika Eleonora)
- Stukken voor toetsinstrumenten (onder andere 12 suites, BeRI 225-236)
- Vioolsonates en -oefeningen (waaronder Assaggio à violino solo, BeRI 301, 1740)
- Vioolduetten

#### Vocale werken
- Jubilate, Kyrie (Then Svenska Mässan), HRV 404
- Cantates (Dixit (HRV B 22), Jubilate (HRV 401), O Gud, vi lofve dig (HRV 405))
- Cantate Piante amiche (HRV 908)
- Hymnen (o.a. Beati omnes, HRV 400)
- Psalmen voor één of meer stemmen met orkest
- Geestelijke liederen
- Een aantal liederen op niet-geestelijke teksten, zoals liederen gebaseerd op gedichten van onder andere Jacob Frese en Olof von Dalin